# Caridade do Piauí
Caridade do Piauí este un oraș în Piauí (PI), Brazilia.